# نوشته‌جات علمی

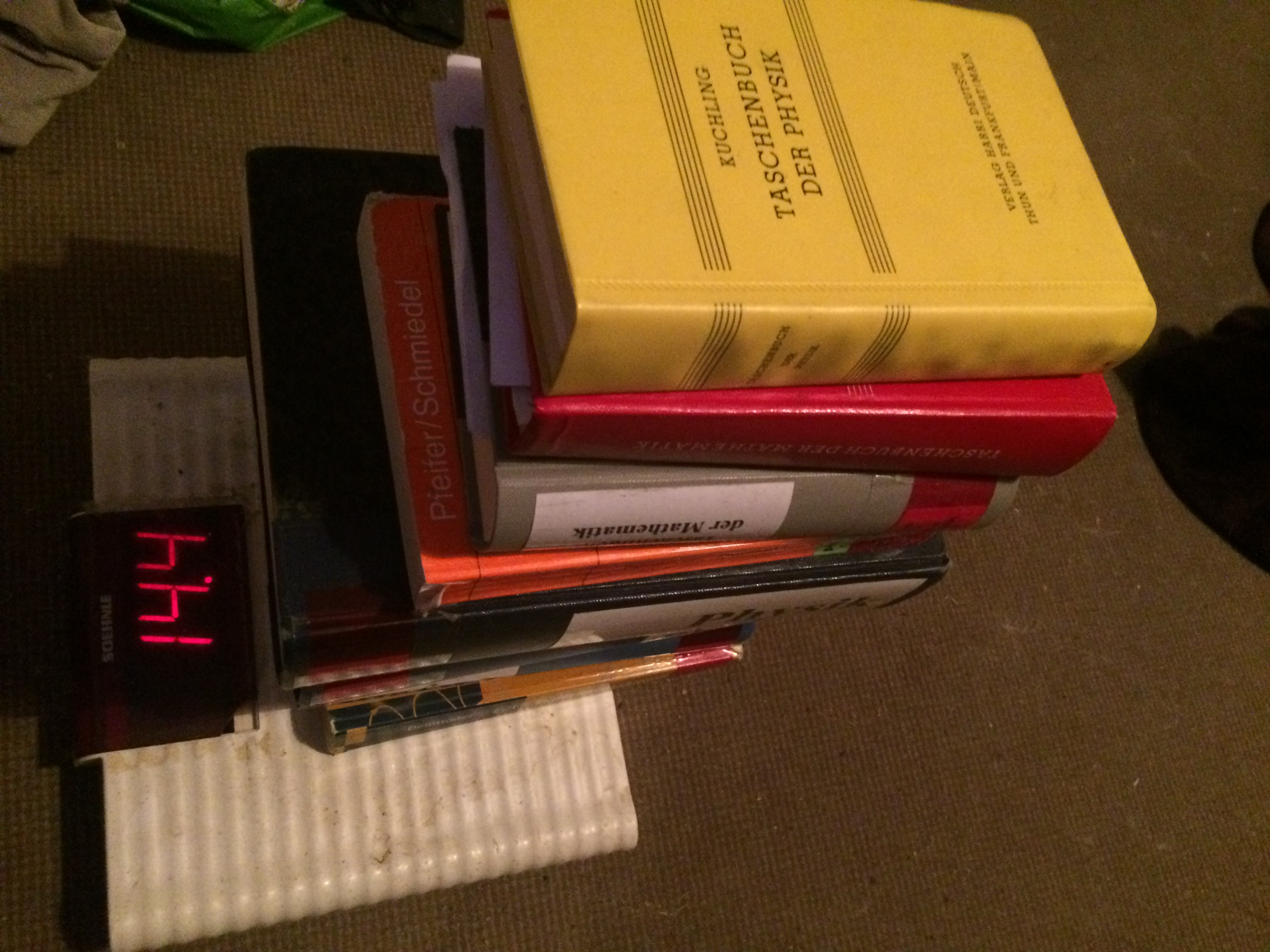
کتاب های اپتیک و ریاضیات جهت تحقیق

نوشته‌جات علمی یا ادبیات علمی (به انگلیسی: Scientific literature) شامل نشریات علمی است که گزارش اصلی کار نظری و تجربی در علوم طبیعی و اجتماعی، و در یک زمینه علمی است که اغلب به عنوان ادبیات به صورت مختصر است. همچنین انتشار دانشگاهی روند قرار دادن نتایج حاصل از یک پژوهش در ادبیات است. تحقیقات علمی پژوهشی منتشر شده برای اولین بار در مجلات علمی «ادبیات اولیه» نامیده می‌شود؛ که ثبت اختراعات و گزارش‌های فنی، نتایج تحقیقات جزئی و کار مهندسی و طراحی (از جمله نرم‌افزارهای کامپیوتری)، نیز می‌تواند «ادبیات اولیه» در نظر گرفته شود. «منابع ثانویه» شامل مقالات مروری (که خلاصه یافته‌های مطالعات منتشر شده به برجسته کردن پیشرفت و خطوط جدیدی از پژوهش) و کتاب (برای پروژه‌های بزرگ یا استدلال‌های گسترده، از جمله تألیفات مقالات) است. «منابع سوم» ممکن است دانشنامه‌ها و آثار مشابه در نظر گرفته شده برای مصرف عمومی گسترده باشد.مقالات مورد استفاده در این متن 

## انواع انتشارات علمی
ادبیات علمی می‌تواند شامل انواع زیر از نشریات باشد:
- مقالات علمی در مجلات علمی منتشر شده
- اختراعات تخصصی برای علم و فناوری (برای مثال، ثبت اختراعات بیولوژیکی و اختراع ثبت شده شیمیایی)
- کتابی که تماماً توسط یکی نوشته شده‌است یا تعداد کمی از نویسندگان
- حجم ویرایش، جایی که هر فصل به عهده نویسنده یا مجموعه‌ای از نویسندگان متفاوت است، در حالی که ویرایشگر برای تعیین محدوده پروژه، حفظ کار بر روی برنامه و حصول اطمینان از قوام از سبک و محتوا مسئول باشد.
- ارائه در کنفرانس‌های علمی
- گزارش‌های دولتی مانند تحقیقات پزشکی قانونی انجام شده توسط یک سازمان دولتی مانند NTSB
- نشریات علمی در شبکه جهانی وب
- کتاب‌ها، گزارش‌های فنی، بروشور، جزوه و مقالات صادر شده توسط پژوهشگران فرد یا سازمان‌های پژوهشی
- وبلاگ‌ها و انجمن‌های علمی

اهمیت این اجزای مختلف ادبیات بین رشته‌های مختلف متفاوت است و در طول زمان تغییر کرده‌است. مجلات فوق‌العاده در قدر و منزلت و اهمیت شان نیز متفاوت‌اند.

## ساختار یک مقاله علمی
مقاله علمی دارای یک ساختار استاندارد شده‌است که در افراد، مختلف است:
- عنوان: جلب توجه خوانندگان و اطلاع آن‌ها را در مورد محتویات مقاله است؛ که عنوان به سه نوع اصلی متمایز می‌گردد: عناوین اعلانی (دولت نتیجه‌گیری اصلی)، عناوین توصیفی (توصیف محتوای یک مقاله) و عنوان پرسشی (با یک سؤال همراه است که در متن پاسخ داده می‌شود).
- نام و وابستگی تمام نویسندگان.
- چکیده اثر (در یک پاراگراف یا در چند پاراگراف کوتاه) است و برای نشان دادن مقاله در بانکهای اطلاعاتی کتابشناختی و به ارائه ابرداده موضوع برای خدمات نمایه سازی شده‌است.
- محتوا.
- تکنیک‌ها که معمولاً " مواد و روشها " نام گذاشته شده‌است؛ که به‌طور طبیعی بین افراد مختلف متفاوت است.
- نتایج به دست آمده از این تحقیقات، که به نام "نتایج " آورده می‌شود.
- معنای نتایج.
- " منابع ". بخش فهرستی از منابع ذکر شده توسط نویسندگان در فرمت مورد نیاز توسط مجله است.